# The Rest Is Silence
The Rest Is Silence är ett album av Randy, utgivet 1996.

## Låtlista
1. "Snorty Pacifical Rascal" - 3:12
2. "Utilizing Peanuts" - 2:27
3. "At Any Cost" - 3:33
4. "Where Our Heart Is" - 2:52
5. "All Eaten Up" - 2:27
6. "No More the Meek" - 2:53
7. "You're Eating from Their Hand" - 2:48
8. "On the Rack" - 3:11
9. "The Beginning" - 2:50
10. "Kiss Me Deadly" - 3:18
11. "Whom to Blame" - 2:40